# Marina Gera
Marina Gera (Szeged, 29 de junho de 1984) é uma atriz húngara. Por seu papel principal em Eternal Winter, ela ganhou um prêmio Emmy Internacional de melhor atriz, sendo a primeira húngara a vencê-lo.

## Biografia
Gera nasceu em 1984 em Szeged. Frequentou a Escola Primária Tisza-bank, depois se formou na Mihály Vörösmarty Grammar School em Budapeste. Ela se formou na Universidade de Teatro e Cinema em 2008. Entre 2008 e 2009 tornou-se membro da companhia Sputnik Shipping, e a partir de 2009 começou a trabalhar como freelancer.
Ela estrelou recentemente o filme para televisão Nino bárkája, dirigido por Bence Miklauzic, que foi lançado em dezembro de 2019, com Marina no papel de uma mulher com síndrome de Tourette.

## Filmografia
| Ano  | Título                               | Papel                       | Nota(s)                                    |
| ---- | ------------------------------------ | --------------------------- | ------------------------------------------ |
| 2007 | Szerafina                            | Szerafina Fátyol            | (Curta-metragem)                           |
| 2009 | Utolsó idök                          |                             | (sem crédito)                              |
| 2011 | Úsvit                                |                             | (Curta-metragem)                           |
| 2013 | Prágai hétvége                       | cantora                     | (Curta-metragem)                           |
| 2014 | Munkaügyek                           | Viola                       | (TV) Episódio: Csapatépítés                |
| 2014 | Queda Livre                          | Mulher                      |                                            |
| 2014 | Deus Branco                          | Mulher na luta de cães      |                                            |
| 2014 | Senki szigete                        | Marina                      |                                            |
| 2016 | In the Same Garden                   |                             |                                            |
| 2016 | Ouro e Sangue                        | Gemenci Mari / Mari Gemenci |                                            |
| 2017 | The Basement                         | Doll-Face                   |                                            |
| 2017 | L.U.F.I.                             | Garota no cemitério         | (Curta-metragem)                           |
| 2017 | Intermezzo                           |                             | (Curta-metragem)                           |
| 2018 | Örök tél                             | Irén                        | Venceu: Emmy Internacional de melhor atriz |
| 2018 | Mentes Malígnas                      | Nymph                       |                                            |
| 2018 | A Hawk & A Hacksaw: The Magic Spring | 2° mulher                   | (Vídeo clipe)                              |
| 2019 | Nino bárkája                         |                             | (Telefilme)                                |
| 2019 | Good Morning                         | Sára                        | (Curta-metragem)                           |
| TBA  | Die Schwarze Spinne                  |                             | (concluído)                                |